# ام‌آروی
ام‌آروی، (به انگلیسی: MRV) شرکت ساخت‌وساز برزیلی است، که به‌عنوان سومین شرکت بزرگ ساختمانی در برزیل شناخته می‌شود.
شرکت ام‌آروی در سال ۱۹۷۹ راه‌اندازی شد و تمرکز اصلی آن در زمینه ساخت آپارتمان‌های مسکونی می‌باشد. ام‌آروی تنها شرکت برزیلی است که دارای پروژه‌های خانه‌سازی در ۸۵ شهر برزیل می‌باشد.
دفتر مرکزی این شرکت در شهر بلو هوریزونته، برزیل قرار دارد و سهام آن در بازار بورس سائوپائولو معامله می‌شود. روبنس منین مالک اکثریت سهام شرکت ام‌آروی است.